# Kristian Flatabø
Kristian Flatabø (6 aprile 1996) è un giocatore di calcio a 5 e calciatore norvegese, portiere del Vegakameratene e portiere del Flatås.

## Carriera
Flatabø gioca con la maglia del Vegakameratene dal campionato 2013-2014, poi vinto, quando è stato incluso in prima squadra. Il 2 ottobre 2014 ha avuto l'opportunità di esordire nell'edizione stagionale della Coppa UEFA, venendo impiegato nel corso della sfida persa per 3-2 contro il Berettyóújfalu.
Attivo anche nel campo calcistico, è cresciuto nelle giovanili del Byåsen. Il 21 giugno 2014 ha avuto esordito in 2. divisjon, venendo schierato titolare nella vittoria per 3-1 sul Levanger.
A partire dalla stagione 2015, è stato in forza al Flatås.

## Statistiche

### Presenze e reti nei club
Statistiche aggiornate al 13 novembre 2017.
| Stagione      | Club          | Campionato    | Campionato | Campionato | Coppe nazionali | Coppe nazionali | Coppe nazionali | Coppe continentali | Coppe continentali | Coppe continentali | Supercoppe | Supercoppe | Supercoppe | Totale | Totale |
| Stagione      | Club          | Comp          | Pres       | Reti       | Comp            | Pres            | Reti            | Comp               | Pres               | Reti               | Comp       | Pres       | Reti       | Pres   | Reti   |
| ------------- | ------------- | ------------- | ---------- | ---------- | --------------- | --------------- | --------------- | ------------------ | ------------------ | ------------------ | ---------- | ---------- | ---------- | ------ | ------ |
| 2014          | Byåsen        | 2D            | 1          | -1         | CN              | 0               | 0               | -                  | -                  | -                  | -          | -          | -          | 1      | 0      |
| 2015          | Flatås        | 5D            | ?          | -?         | -               | -               | -               | -                  | -                  | -                  | -          | -          | -          | ?      | -?     |
| 2016          | Flatås        | 5D            | ?          | -?         | -               | -               | -               | -                  | -                  | -                  | -          | -          | -          | ?      | -?     |
| 2017          | Flatås        | 5D            | ?          | -?         | -               | -               | -               | -                  | -                  | -                  | -          | -          | -          | ?      | -?     |
| Totale Flatås | Totale Flatås | Totale Flatås | ?          | -?         |                 | ?               | -?              |                    | -                  | -                  |            | -          | -          | ?      | -?     |
| Totale        | Totale        | Totale        | ?          | -?         |                 | ?               | -?              |                    | -                  | -                  |            | -          | -          | ?      | -?     |